# Wójt

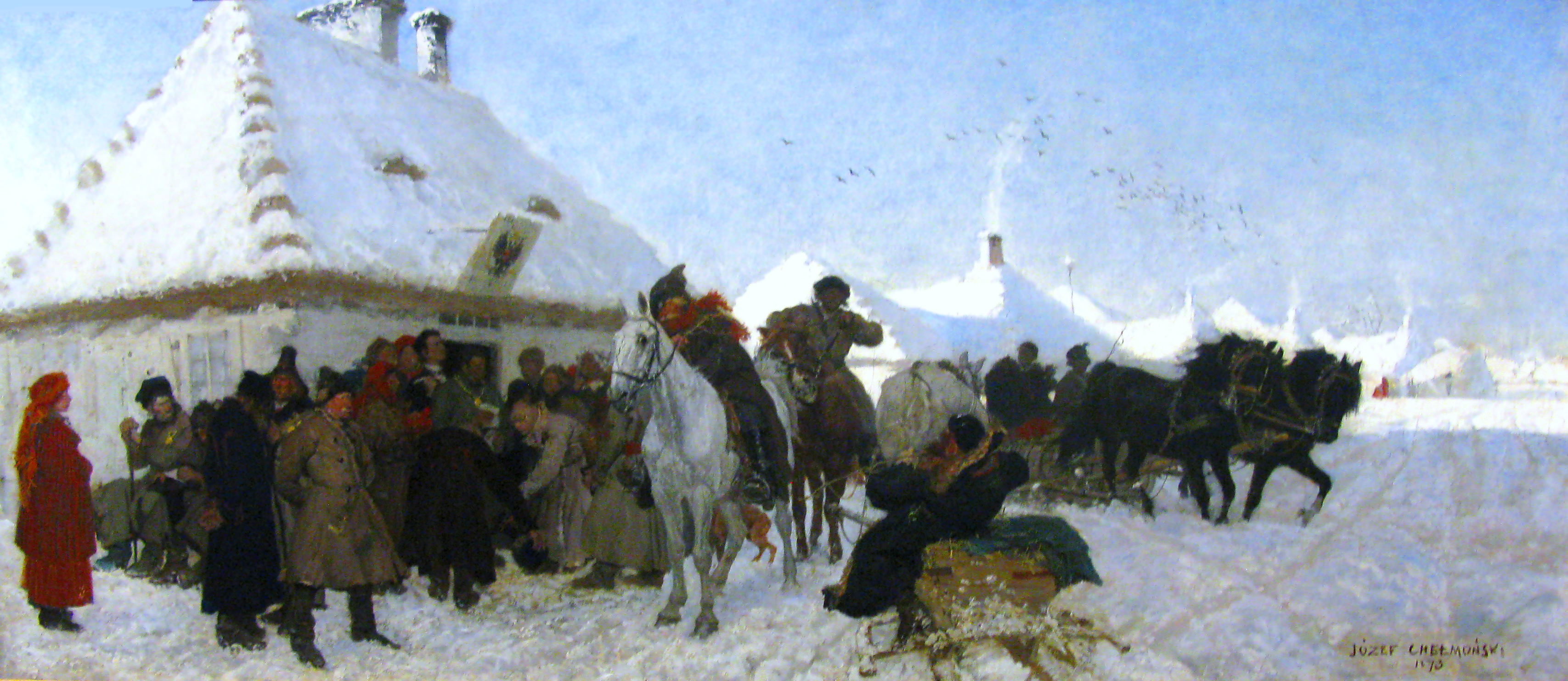
Sprawa u wójta, obraz Józefa Chełmońskiego

Wójt (pierwotnie z łac. vocatus, advocatus, od tego niem. Vogt) – urzędnik administracji lokalnej.

## Historia

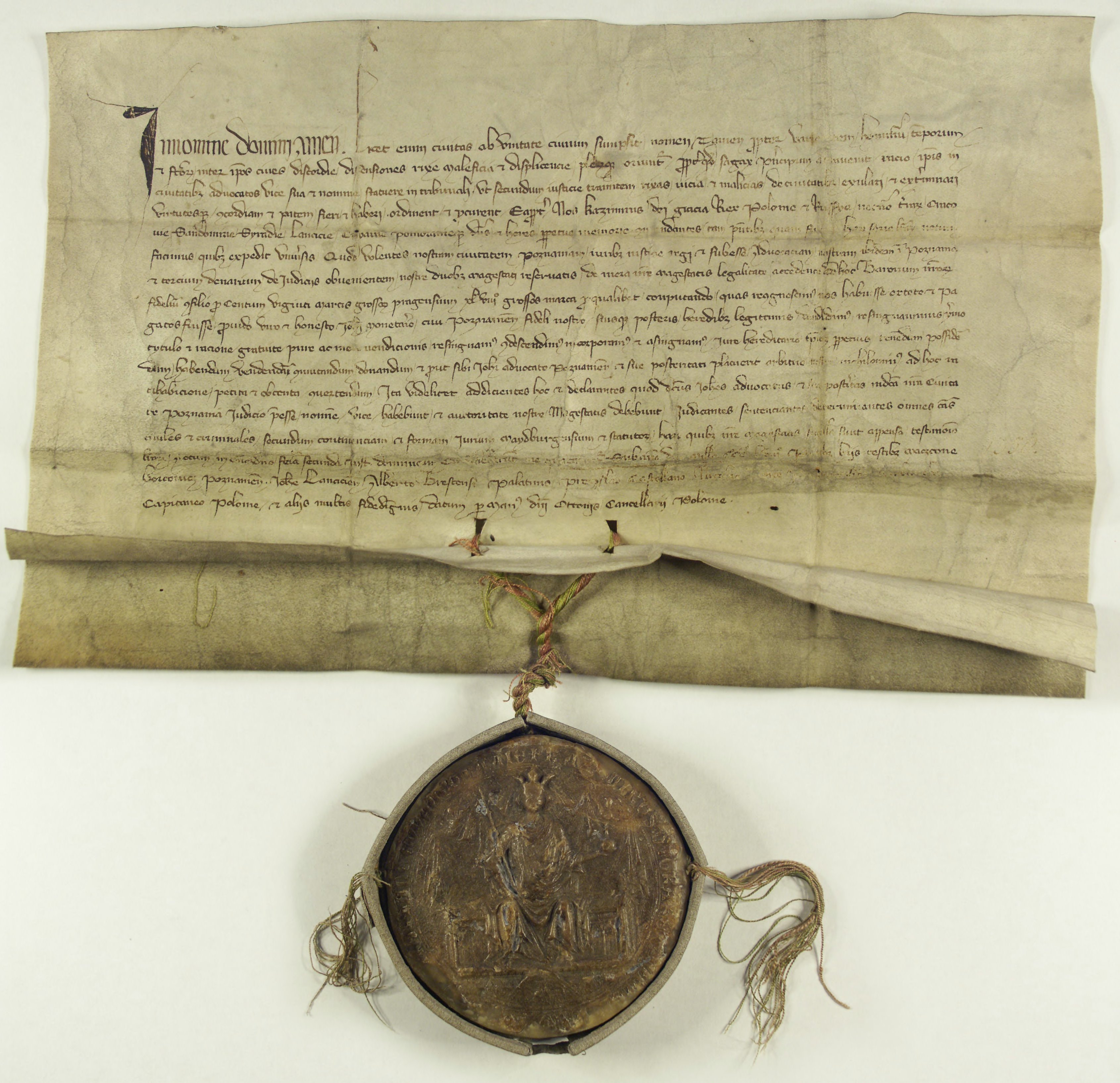
Kazimierz Wielki sprzedaje wójtostwo poznańskie oraz przysługujący mu od sądów trzeci denar, mieszczaninowi Janowi Mincerzowi za 120 grzywien (1358 r.) – ze zbiorów Archiwum Państwowego w Poznaniu

W okresie lokacji miast wójt był to dziedziczny urzędnik, stojący na czele miasta lub osady miejskiej lokowanej na prawie niemieckim. Był on lennikiem pana miasta, zobowiązanym do konnej służby wojskowej i miał liczne dochodowe przywileje, między innymi: 1/6 czynszów, 1/3 kar sądownych, liczne parcele w mieście, a także uposażenie gruntowe, czyli wójtostwo. Zasiadał ponadto w ławie miejskiej i miał prawo posiadania jatek.
Na Warmii wójt krajowy był najwyższym urzędnikiem, wykonującym władzę świecką zabronioną władzy kościelnej prawem kanonicznym. W późniejszym okresie powstawania rad miejskich, urząd wójta wykupywało miasto.
W XIX wieku i do roku 1950 wójt był urzędnikiem pełniącym funkcje wykonawcze w gminie, a w latach 1990–2002 wójt był wybieranym przez radę przewodniczącym zarządu gminy i kierownikiem urzędu gminy.

## Wójt w dzisiejszej Polsce

### Zadania[3]
Obecnie w samorządzie wójt pełni funkcję organu wykonawczego gminy obok burmistrza i prezydenta miasta, wykonuje uchwały rady gminy i zadania gminy określone przepisami prawa. Z mocy ustawy jest też kierownikiem urzędu stanu cywilnego, jednak może w swoje miejsce mianować odrębnego kierownika tego urzędu, co też z reguły jest praktykowane.
Do zadań wójta należy w szczególności:
- przygotowywanie projektów uchwał rady gminy – Wykonywanie przez wójta uchwał rady gminy to urzeczywistnianie woli organu stanowiącego wyrażanej w formie i w trybie przewidzianych przepisami prawa za pomocą dostępnych organowi wykonawczemu środków prawnych lub czynności materialno-technicznych. Uchwały rady gminy, jako organu stanowiącego, wiążą się z koniecznością podejmowania określonych działań w celu ich wdrożenia i egzekwowania ze strony organu wykonawczego. Wójt wykonuje uchwały rady gminy za pomocą czynności prawnych (np. zbywanie, nabywanie i wykup przez wójta obligacji na zasadach ustalonych przez radę gminy), jak również za pomocą czynności materialno-technicznych (np. wykonanie uchwał w sprawie nazw ulic). Wójt zobowiązany jest również do realizacji zadań gminy, które zostały nań nałożone przepisami prawa.
- opracowywanie programów rozwoju w trybie określonym w przepisach o zasadach prowadzenia polityki rozwoju – program rozwoju opracowany przez właściwego wójta jest przyjmowany przez radę gminy w drodze uchwały. Program określa diagnozę sytuacji społeczno-gospodarczej w odniesieniu do zakresu objętego programowaniem strategicznym oraz wyniki raportu ewaluacyjnego, cel główny i cele szczegółowe w nawiązaniu do średniookresowej strategii rozwoju kraju, narodowej strategii spójności lub strategii rozwoju, priorytety oraz kierunki interwencji w zakresie terytorialnym, sposób monitorowania i oceny stopnia osiągania celu głównego i celów szczegółowych.
- określanie sposobu wykonywania uchwał – Kolejna kompetencja wskazuje na organ wykonawczy jako podmiot decydujący o sposobie realizowania uchwał podejmowanych przez radę gminy. Ten przepis, jak już wyżej wspomniano, pozwala na oddzielenie sfery działalności rady gminy od zadań spoczywających na wójcie jako organie wykonawczym. Rada gminy nie może w treści uchwały określać sposobu jej wykonania, bo narusza to ustawowe kompetencje wójta. Pamiętać jednak należy, że wójt nie ma całkowitej swobody w dobieraniu metod i środków przy wykonywaniu uchwał, bowiem ograniczają go przede wszystkim przepisy prawa oraz pewne nakazy stanowiące jednocześnie kryteria kontroli, takie jak gospodarność, rzetelność czy celowość działania.
- gospodarowanie mieniem komunalnym – Kompetencja ta obejmuje z jednej strony zadania wynikające z uchwał rady gminy z drugiej zaś zadania wynikające z przepisów prawa, w szczególności z ustawy o gospodarce nieruchomościami. Kompetencje wójta w zakresie gospodarowania tym mieniem obejmują jednak wyłącznie mienie (ogół praw majątkowych) przysługujące gminie jako osobie prawa cywilnego, a nie innym gminnym osobom prawnym, które są odrębnymi od gminy podmiotami mienia. Gospodarowanie mieniem to ogół czynności faktycznych i prawnych, które będą się składać na zarządzanie, dysponowanie i zajmowanie się mieniem w formach prawem dopuszczalnych.
- wykonywanie budżetu – Przepisy te przewidują dużo szerszy zakres działalności wójta niż tylko wykonywanie budżetu. Dotyczy on sfery projektowania budżetu, przyznając w tym zakresie wyłączną właściwość organowi wykonawczemu. Procedowanie nad budżetem odbywa się w granicach określonych w uchwale rady gminy w sprawie trybu prac nad projektem uchwały budżetowej. Organ wykonawczy nie może przekazać ani zlecić prac związanych z opracowaniem projektu budżetu innemu podmiotowi. Zadanie to musi wykonać samodzielnie i to na nim spoczywa odpowiedzialność za realizację tego zadania. Na etapie opracowywania projektu budżetu organ stanowiący nie może oddziaływać w sposób wiążący na organ wykonawczy poprzez wydawanie wskazówek lub zaleceń do projektu budżetu. Wójt sporządza i przedkłada projekt uchwały budżetowej radzie gminy oraz regionalnej izbie obrachunkowej celem zaopiniowania.
- zatrudnianie i zwalnianie kierowników gminnych jednostek organizacyjnych – Jest to sfera aktywności wójta na płaszczyźnie prawa pracy. Stanowi istotne uprawnienie kształtowania polityki kadrowej nie tylko w urzędzie gminy, ale także w podległych gminie jednostkach organizacyjnych. Wójt ma również uprawnienie do nawiązywania i rozwiązywania stosunków pracy z kierownikami gminnych jednostek organizacyjnych, ale też zatrudniania ich w formach cywilnoprawnych. Zatrudnienie kierownika zakładu może nastąpić na podstawie powołania lub umowy o pracę albo poprzez zawarcie umowy cywilnoprawnej.

### Wybór i odwołanie
Wójt jest funkcjonariuszem publicznym, wybieranym od 2002 roku w wyborach powszechnych, jego kadencja rozpoczyna się w dniu rozpoczęcia kadencji rady gminy i upływa z dniem objęcia obowiązków przez nowo wybranego wójta.
Jeżeli w wyborach brał udział jeden kandydat na wójta i nie zdobył on więcej niż połowy głosów, wyboru wójta dokonuje rada gminy większością bezwzględną w obecności przynajmniej połowy radnych. Podobnie postępuje się w razie braku kandydatów.
Funkcjonariusza publicznego – wójta można odwołać poprzez referendum lokalne w trakcie trwania kadencji, do zarządzenia którego potrzebny jest wniosek co najmniej 10% wyborców. Referendum jest ważne, gdy udział w nim weźmie nie mniej niż 3/5 liczby biorących udział w wyborze odwoływanego wójta. Ponadto wójt może być odwołany przez Prezesa Rady Ministrów, jeżeli rażąco narusza postanowienia Konstytucji lub inne ustawy. W razie wygaśnięcia mandatu wójta przed upływem kadencji (np. w razie odmowy złożenia ślubowania, złożenia pisemnej rezygnacji, śmierci, odwołania z urzędu) funkcję wójta, do czasu objęcia obowiązków przez nowo wybranego wójta, pełni komisarz, tj. osoba wyznaczona przez Prezesa Rady Ministrów.
W Polsce wójtem nie może być osoba nieposiadająca obywatelstwa.

### Zastępstwo
Wójt, w drodze zarządzenia, powołuje oraz odwołuje swojego zastępcę lub zastępców i określa ich liczbę. Liczba zastępców wójta nie może być większa niż:
- jeden w gminach do 20 000 mieszkańców
- dwóch w gminach do 100 000 mieszkańców
- trzech w gminach do 200 000 mieszkańców
- czterech w gminach powyżej 200 000 mieszkańców.

W sytuacji, gdy wójt nie może wykonywać swych kompetencji w wyniku np. tymczasowego aresztowania, odbywania kary pozbawienia wolności wymierzonej za przestępstwo nieumyślne, odbywania kary aresztu albo niezdolności do pracy z powodu choroby trwającej powyżej 30 dni, kompetencje wójta z mocy prawa przejmuje jego zastępca, a w sytuacji gdy powołano więcej niż jednego zastępcę – pierwszy zastępca.